# Сенатор США
Сенатор США — член Сената США, представляющий один из штатов. 

## История
Сенат Соединённых Штатов Америки состоит из 100 сенаторов (по два от каждого штата). Сенаторы избираются сроком на 6 лет. В соответствии с разделом 3 статьи 1 Конституции США все места в Сенате разделены на три класса с целью установления срока выборов: каждые два года проходят выборы сенаторов, принадлежащих к одному из классов, на каждый из которых приходится 33 или 34 места, то есть треть общего состава палаты. Изначально сенаторы избирались законодательными собраниями соответствующих штатов, пока в 1913 г. не была принята 17-я поправка к Конституции США, которая позволила избирать сенаторов прямым голосованием жителей штата.
Лицо, претендующее на выборную должность сенатора, должно быть не моложе 30 лет, быть гражданином США не менее 9 лет и, на момент избрания, являться жителем штата, от которого избирается.
Зарплата сенатора США на январь 2006 года составляла $165 000 в год.

## Список сенаторов США по годам
Ниже представлен список сенаторов США по годам (не всем):
- Список сенаторов США в 1989—1991 годах
- Список сенаторов США в 1991—1993 годах
- Список сенаторов США в 1993—1995 годах
- Список сенаторов США в 1995—1997 годах
- Список сенаторов США в 1997—1999 годах
- Список сенаторов США в 1999—2001 годах
- Список сенаторов США в 2001—2003 годах
- Список сенаторов США в 2003—2005 годах
- Список сенаторов США в 2005—2007 годах
- Список сенаторов США в 2007—2009 годах
- Список сенаторов США в 2009—2011 годах
- Список сенаторов США в 2011—2013 годах
- Список сенаторов США в 2013—2015 годах
- Список сенаторов США в 2015—2017 годах
- Список сенаторов США в 2017—2019 годах
- Список сенаторов США в 2019—2021 годах
- Список сенаторов США в 2021—2023 годах
- Список действующих сенаторов США